# Партия власти
«Па́ртия вла́сти» — условное наименование главенствующей политической организации в государстве, использующей власть с целью достижения и реализации политическими элитами интересов в политической и общественной сфере. «Партия власти» охватывает своим влиянием всю страну в целом, а также реализует свои интересы «на местах», на региональном уровне.
«Партия власти» как главенствующая организация завоёвывает большинство голосов избирателей за счёт использования мощного административного аппарата (особенно на местах) и несравнимой с другими партиями финансовой поддержки, включая поддержку крупных государственных компаний и средств массовой информации, особенно государственных.
Исследователь А. А. Диких, анализируя особенности формирования института «партии власти» в России, выделяет два типа «партии власти»: жёстко гегемонистская партия в авторитарной политической системе (Коммунистическая партия Советского Союза) и умеренно доминирующая партия в имитационной демократической политической системе (партия «Единая Россия»). Эти партии различаются не только признаками, но и типом политической системы. Если КПСС обладала монополией на политическую деятельность в советском государстве, то для умеренно доминирующей партии, каковой в современной России является «Единая Россия», не характерно оккупирование всего политического пространства, однако она неизменно занимает самую верхнюю часть политической властной пирамиды.

## КПСС как «партия власти» советского государства
Коммунистическая партия Советского Союза (КПСС), сформировавшаяся как «партия власти» в советской политической системе, в разные годы своей деятельности существовала под разными названиями: Российская социал-демократическая рабочая партия (РСДРП, 1898—1917), Российская социал-демократическая рабочая партия (большевиков) (РСДРП(б), 1917—1918), Российская коммунистическая партия (большевиков) (РКП(б), 1918—1925), Всесоюзная коммунистическая партия (большевиков) (ВКП(б), 1925—1952) и, наконец, КПСС (1952—1991).
«Партия власти» советского периода полностью соответствует характеристикам жёстко гегемонистской партии: закрепив своё положение в обществе вооружённым путём (в ходе Октябрьской революции и гражданской войны), с начала 1920-х до 1990 года она функционировала в тоталитарной политической системе, позже авторитарной политической системе и обладала монопольным правом на политическую власть. Этот статус был закреплён на конституционном уровне: в ст. 126 Конституции 1936 года Коммунистическая партия провозглашалась «руководящим ядром всех организаций трудящихся, как общественных, так и государственных», а в статье 6 Конституции СССР 1977 года КПСС была провозглашена «руководящей и направляющей силой советского общества, ядром его политической системы, государственных и общественных организаций». КПСС как единственная партия служила ядром всей политической системы, при этом все остальные общественные организации выступали связующим звеном от партии к массам.
При таком способе формирования партия десятилетиями удерживала власть, не допуская возникновения и существования других партий, и срасталась с государственными структурами, тем самым укрепляя свои позиции. Административный ресурс использовался в полной мере для устрашения и поддержания порядка в обществе. Партию представлял ярко выраженный лидер, удерживавший власть при помощи жёстких методов правления. Внутренняя структура партии не была подвержена изменениям, оставаясь жёстко централизованной, ориентированной на конкретную личность лидера (вождя) и его волеизъявления. Партия имела чёткую цель, проводила в жизнь безальтернативные решения центра и волю вождя. Высшей целью партии, декларированной в Программе КПСС (1961), было построение коммунистического общества, «на знамени которого начертано: „От каждого — по способностям, каждому — по потребностям“». Существовала и конкретная идеология, которая являлась необходимым компонентом партии и определяла мировоззрение её членов.
По мнению исследователей, советская партийная элита достигла своего максимального процветания в эпоху Л. И. Брежнева, полностью соблюдавшим её корпоративные интересы. Власть Генерального секретаря ЦК КПСС в этот период состояла из партийной, военной и полицейской функций. Именно всевластие партократии, по мнению некоторых политиков, как раз и стало причиной исторического поражения коммунистов.
Начатая М. С. Горбачёвым и его командой политика демократизации советского общества, названная «перестройкой», включала в себя такие понятия, как «гласность» и «плюрализм». Однако сама КПСС оказалась не готовой к этим новым политическим принципам. Так, «гласность» привела к подрыву идеологической неоспоримости партийных решений и оценок, а критика сталинизма инспирировала критику порождённой им «административно-командной системы управления», социализма как системы в целом.
26 марта 1989 года после конституционной реформы впервые за многие десятилетия в СССР прошли свободные выборы на альтернативной основе. Политическая либерализация привела к росту числа неформальных группировок, включившихся в политическую деятельность. Прообразами будущих политических партий стали союзы, ассоциации и народные фронты разных направлений (националистические, патриотические, либеральные, демократические и др.). Возникали различные объединения трудовых коллективов, советы предприятий, стачечные комитеты, независимые профсоюзы.
В январе 1990 года внутри КПСС сложилась оппозиционная демократическая платформа, члены которой стали выходить из партии. Летом 1990 года в связи с образованием КП РСФСР начался массовый выход из партии её рядовых членов. В июле 1991 года президент России Борис Ельцин подписал указ о департизации, запретивший деятельность партийных организаций на предприятиях и в учреждениях. После августовского путча генеральный секретарь ЦК КПСС М. С. Горбачёв оставил свой пост и распустил ЦК. В августе 1991 года Борис Ельцин издал указ о запрете деятельности КПСС в России. Указом президента РСФСР Бориса Ельцина от 6 ноября 1991 года деятельность КПСС была прекращена, а её организационные структуры — распущены.

## Попытки создания «партий власти» в современной России (1990-е годы)
С провозглашением суверенитета России (1990) и принятием Конституции 1993 года в России создались условия для формирования политических партий.
На протяжении 1990-х годов было предпринято несколько попыток создания «партии власти». К таким проектам относили «Выбор России» (1993), «Наш дом — Россия» (1995), «Единство» и «Отечество — Вся Россия» (1999) и, наконец, партию «Единая Россия» (2003).
Первым опытом создания «партии власти» стал избирательный блок «Выбор России», сформированный в октябре 1993 года в преддверии первых выборов в Государственную думу и всенародного голосования по новой Конституции РФ. «Выбор России» был создан сторонниками президента Ельцина и  реформирования экономики (особенно в вопросах частной собственности), с ориентацией на идеи либерализма. Создатели блока рассчитывали на то, что он победит на выборах и станет главной политической опорой президента Ельцина и его политики реформ. На выборах в Государственную думу I созыва «Выбор России» набрал 15,51 % голосов, заняв второе место после ЛДПР (22,92 %). Хотя блоку и удалось сформировать крупнейшую в Думе фракцию за счёт депутатов избранных по одномандатным округам, этого не хватило, чтобы получить устойчивое пропрезидентское большинство в парламенте. Блок просуществовал до 20 января 1994 года, когда его лидер Егор Гайдар добровольно покинул правительство из несогласия с проводимой Ельциным политикой. Конец января 1994 года считается концом первой попытки создания «партии власти». Блок распался ещё и потому, что был чрезмерно идеологизированным, тогда как для создания современного типа «партии власти» требовалось формирование широкой идеологии, которая позволила бы охватить значительную часть слоёв населения, обеспечивая партии поддержку масс.
Второй попыткой формирования «партии власти» стало правоцентристское движение «Наш дом — Россия», которое создавалось Виктором Черномырдиным — председателем правительства при президенте Ельцине — в апреле 1995 года. К этому проекту присоединился ещё ряд высокопоставленных чиновников. Как и «Выбор России» в 1993 году, новое движение опиралось на ресурсы государственной власти и частного капитала. В программных документах партии целью её существования было декларировано укрепление российского государства путём строительства демократической республики, основанной на стабильности и порядке. Идеологическими направлениями данного проекта были либерализм и центризм. На выборах в Государственную думу II созыва (1995) партия «Наш дом — Россия» набрала (10,13 %), став третьей после КПРФ (22,30 %) и ЛДПР (11,18 %). Таким образом, доля голосов, полученная партией «Наш дом — Россия», оказалась даже ниже, чем у блока «Выбор России» в 1993 году, что может объясняться тем, что идея создания «партии власти» оказалась дискредитированной в глазах избирателей, учитывая опыт и недостатки первого проекта. По мнению социолога С. Хенкина, партия «Наш дом — Россия» не стала успешной «партией власти», так как не смогла справиться со своим главным предназначением — обеспечить сближение общества и исполнительной власти и способствовать структурированию политического пространства.

## «Единая Россия»
В связи с неудачей партии «Наш дом — Россия» возник вопрос о создании новой «партии власти». Таким проектом выступило созданное в сентябре 1999 года Межрегиональное движение «Единство», ориентированное на председателя правительства и, в дальнейшем, президента РФ Владимира Путина. Лидером движения выступил Сергей Шойгу — в то время министр РФ по делам гражданской обороны, чрезвычайным ситуациям и ликвидации последствий стихийных бедствий (с 1994 года) и член Совета безопасности РФ (с 1996 года). Возглавляя «Единство» с января по май 2000 года, он одновременно был заместителем председателя правительства Российской Федерации. На выборах в Государственную думу III созыва (1999) блок «Единство» занял второе место (23,32 %), что позволило ему сформировать вторую по численности фракцию в Государственной думе. Популярность блока «Единство» связана с тем, что движение, учтя ошибки предыдущих проектов, направило свои усилия на регионы. Такая направленность выражалась в заявленных программных целях движения: «Наша цель — единство всех россиян, способных построить обновлённое государство, опирающееся прежде всего на интересы людей и делающее их жизнь достойной. В деле достижения этой цели мы опираемся на регионы». «Единство», помимо привлекательных целей, предлагало набор понятных и очевидных мер, а к тому же, как отмечали наблюдатели, создавалось не только для сохранения власти, но и для её развития и совершенствования.
Одновременно с блоком «Единство» был сформирован ещё один избирательный блок «Отечество — Вся Россия» (первоначально это были самостоятельные движение «Отечество» и политический блок «Вся Россия»), который возглавили Юрий Лужков, Евгений Примаков и Владимир Яковлев. Этот избирательный блок, придерживавшийся идеологии центризма, на выборах 1999 года набрал 13,33 % и вышел на третье место после «Единства» и КПРФ. 27 мая 2000 года Межрегиональное движение «Единство» было официально реконструировано в партию, а в 2001 году партия «Единство» совместно с блоком «Отечество — Вся Россия» была преобразована в партию «Единая Россия», которая на выборах в Государственную Думу IV созыва (2003) набрала 37,57 % голосов, а вместе с одномандатниками (большинство независимых, все депутаты от Народной партии и перешедшие из других партий) получила конституционное большинство в Государственной думе, что позволило ей проводить в Думе свою собственную линию, не принимая во внимание мнения и возражения оппозиции. Председатель высшего совета партии Борис Грызлов стал спикером Госдумы.
В 2005 году руководство «Единой России» поставило целью так называемую «партизацию власти». Весной 2005 года был принят закон о выборах в Госдуму исключительно по партийным спискам. Затем Госдума приняла поправки к федеральному законодательству, позволяющие партии, победившей на выборах в региональный парламент, предлагать президенту России свою кандидатуру на губернаторский пост. В подавляющем большинстве регионов это право принадлежало «Единой России». К апрелю 2006 года членами партии являлись 66 из 88 руководителей российских регионов.

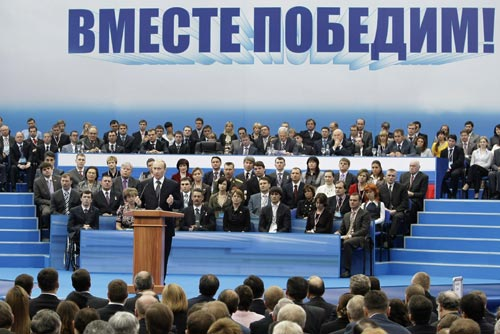
Выступление Владимира Путина на заседании IX съезда партии. 15 апреля 2008 г.

На думских выборах 2007 года «Единая Россия» вновь получила конституционное большинство. Численность депутатов во фракции «Единой России» составила 315 человек.
После выборов 2011 года численность фракции уменьшилась до 238 депутатов, что, хотя и сохранило для неё возможность принимать федеральные законы без учёта других мнений, создало необходимость в поддержке других фракций для принятия федеральных конституционных законов и поправок к Конституции РФ.
Партию «Единая Россия» обвиняли в том, что во всех выборах в Государственную думу с 2003 по 2011 годы она активно использовала так называемую технологию «паровоз», включая в свои партийные списки известных лиц, которые не собирались становиться депутатами и отказывались от мандатов сразу же после избрания, уступая свои места менее известным однопартийцам. В 2003 году от депутатских мандатов отказались 37 избранных кандидатов от «Единой России», в 2007 году — 116 кандидатов, в 2011 году — 99 кандидатов. Среди «паровозов» «Единой России» были президент Российской Федерации Владимир Путин, главы регионов РФ, министры российского правительства и мэры городов.
Владимир Путин официально разрешил партии «Единая Россия» использовать его имя и образ в рамках избирательной кампании в Государственную Думу V созыва (2007), согласившись возглавить список «единороссов». Федеральный список «Единой России», в отличие от других партий, содержал не три или два имени, а только одно — президента Путина.